# 카플란 인터내셔널 컬리지
카플란 인터내셔널 잉글리쉬(Kaplan International English, KIE)는 1967년 설립되어 런던에 본부를 두고 있으며, 교육기관인 카플란 주식회사의 부서이다. KIE는 전 세계 42곳에서 영어강좌, 대학교 및 시험 준비과정과 대학예비과정을 제공하고 있다. 강좌는 도시 중심가에 위치한 영어 학교와 대학캠퍼스 그리고 온라인을 통해 이루어진다. KIE는 the Washington Post Company의 전액 출자 자회사이다.

## 역사
2007년 카플란 주식회사는 1967년 설립된 영국 회사인 어스팩 교육을 인수했다.어스팩은 영어시험준비와 대학예비과정을 제공하였다. 어스팩은 카플란의 기존 영어교육 부서와 결합하여 2007년 9월 카플란 어스팩이 출범하였다.
2010년, 카플란 어스팩과 영국대학 진학을 위해 국제학생들을 준비시키는 것을 전문으로 하던 카플란의 부서인 카플란 인터내셔널 잉글리쉬는 카플란 인터내셔널 잉글리쉬라는 이름으로 결합되었다.

## 어학원
카플란 인터내셔널 잉글리쉬는 8개국에서 42개의 EFL(외국어로서의 영어)와 EAP(학문을 위한 영어교수법) 영어 학교를 소유하고 운영하고 있다. 이는 다음과 같은 지역에 위치해있다.
- 호주: 브리즈번, 케언즈, 맨리, 퍼스, 시드니
- 캐나다: 토론토, 벤쿠버
- 영국: 바스 본머스, 캠브리지, 런던 코벤트 가든 과 레스터 스퀘어, 맨체스터, 옥스퍼드, 솔즈버리, 토키
- 뉴질랜드: 오클랜드, 크라이스트처치
- 아일랜드: 더블린
- 스코틀랜드: 에딘버러
- 미국: 버클리, 보스톤, 보스톤 하버드 스퀘어 과 노스이스턴 대학, 시카고와 시카고 일리노이 공대 캠퍼스, 로스앤젤레스 웨스트우드, 위티어 잉글리쉬, 마이애미, 맨하튼 미드타운, 맨하튼 이스트 빌리지, 뉴욕엠파이어 스테이트, 필라델피아, 오리건, 포틀랜드, 샌디에고, 샌프란시스코, 샌타바버라, 시애틀, 시애틀 하이라인 컬리지 와 워싱턴 DC

## 영어과정
카플란 인터내셔널 잉글리쉬는 다양한 기간과 강도의 광범위한 영어과정을 제공한다. KIC는 TOEFL, IELTS, FCE, CPE, CAE, GMAT, GRE와 같은 영어시험준비과정 또한 제공한다. 학생들은 해외(유급)인턴쉽과 영어과정을 병합하여 진행할 수도 있다.

### 어학연수
어학연수과정은 2주부터 자유로운 기간을 선택할 수 있으며, 영어레슨 외 보충수업과 다양한 Activity등이 포함되어 있다. 단기 어학연수 과정, 집중 영어 과정, 비즈니스 영어 과정, 방학영어 과정, 혼합영어 과정, 온라인 영어 과정 을 제공한다.

### 장기어학연수과정
장기어학연수 프로그램은 20주에서 32주까지 기간에 따라 Academic Year 와 Academic Semester 과정으로, 또한 일반과정과 집중과정으로 나뉘는데, 일반과정은 장기 어학연수에 초첨이 맞추어져 있으며, 집중과정은 영어연수와 더불어 비지니스, 토플 혹은 아이엘츠와 같은 프로그램 등을 추가로 선택하실 수 있다. 장기 어학연수 일반 Academic Semester 과정, 장기 어학연수 집중 Academic Semester 과정, 장기 어학연수 일반 Academic Year과정, 장기 어학연수 집중 Academic Year과정 을 제공한다.

### 해외자격증과정
비즈니스 과정은 마케팅, 광고, 인적자원, 경영학, 금융, 프로젝트 매니지먼트 등의 핵심 분야에 대한 교육과정이다. Association of Chartered Certified Accountants (ACCA)가 인증하는회계, 금융, 매니지먼트 등의 분야의 전문 자격증과정과 ACCA 코스를 준비하는 국제 학생을 위한 프리세션(Pre-session) 과정을 제공한다. 비즈니스 자격증 과정으로는 비즈니스 4급 자격증 과정, 비즈니스 디플로마 과정, 고급 비즈니스 디플로마 과정, 패키지 과정 1: 비즈니스 4급 자격증, 비즈니스 디플로마, 패키지 과정 2: 비즈니스 4급 자격증, 비즈니스 디플로마, 고급 비즈니스 디플로마를, 영어교사 자격증 과정으로는 CELTA 와 캠브리지 TKT 과정을 제공한다.

### 시험준비과정
독자적으로 개발한 교과서와 모의시험과 함께 다양한 영어시험에 대비시키는 과정이다. TOEFL 및 대학 진학 영어 과정, IELTS 집중 과정, IELTS 보충과정, 캠브리지 집중 12주 과정(FCE, CAE, CPE) 보관됨 2012-03-07 - 웨이백 머신, 국제 학생을 위한 GMAT과정, 국제 학생을 위한 GRE 과정 을 제공한다.

### 대학 진로 프로그램
카플란 인터내셔널 잉글리쉬는 학생들이 영국 대학과정에 진학하기 위한 프로그램 또한 제공하고 있다. 필수 수준에 도달하기만 한다면 다음과 같은 제휴 대학교에서 1000개 가 넘는 학위 과정에 진학하는 것을 보장한다.
- 본머스 대학
- 런던시티대학
- 크랜필드 대학
- 노팅엄 트렌트 대학
- 브라이튼 대학
- 글래스고 대학
- 리버풀 대학
- 셰필드 대학
- 웨스트민스터 대학

### 인턴쉽
4주간의 영어 어학연수 과정과 함께 다양한 분야에서의 전문 해외 인턴쉽 과정을 제공한다. 이력서와 인터뷰 준비 및 비지니스 영어 프로그램 또한 제공한다. 풀타임 인턴쉽 프로그램은 호주, 뉴질랜드, 영국, 스코틀랜드 및 아일랜드에서 가능하며, 파트타임 인턴쉽 프로그램은 미국에서 할 수 있다.

### 주니어과정
이 영어 과정은 6세에서 18세의 학생을 대상으로 하며, 숙소와 식사 및 여가활동 프로그램도 이루어진다. 유학중인 자녀와 함께 지내는 학부모를 위해 Kaplan 영어학교 근처의 시설에 성인 영어 학습과정을 운영하고 있으며, 숙소 또한 제공하고 있다. 일반 및 집중 주니어 영어과정 중에서 선택할 수 있으며, 다음과 같은 지역에서 현재 주니어 영어 학교를 운영하고 있다:
- 영국 주니어 영어학교

```
아딩리 칼리지(10-14세)
[
깨진 링크
(
과거 내용 찾기
)
]

본머스(14-17세)

바스(12-17세)

런던 부쉬(14-17세)

런던 킹스턴(14-17세)

솔즈베리(6-17세)

토키(14-17세)
```

- 미국 주니어 영어학교

```
하이라인 커뮤니티 칼리지(12-18세)

로스앤젤레스-위티어 칼리지(12-18세)

노스이스턴 대학교(14-18세)

새크라멘토(14-18세)
[
깨진 링크
(
과거 내용 찾기
)
]

샌디에고(14-18세)
```

- 호주 및 뉴질랜드 주니어 영어학교

```
케언즈(8-15세)

호주 및 뉴질랜드 스터디 투어(10-18세)
```

## 그 외 언어
KIC는 중국, 도미니카 공화국, 프랑스, 독일, 이탈리아, 몰타, 멕시코, 러시아, 스페인에서 제휴 학교를 통해 단기,중기, 단기의 해외거주 언어과정을 제공한다.

## 숙소
카플란 인터내셔널 잉글리쉬는 학생들에게 홈스테이, 아파트, 그리고 기숙사를 제공한다.

## 승인서
카플란 인터내셔널 잉글리쉬는 전 세계에서 영어교육에 대한 승인을 받았다.
- 호주: NEAS[1]
- 캐나다: CAPLS[2]
- 아일랜드: ACELS[3]
- 뉴질랜드: NZQA[4]
- 영국: British Council[5] BAC accreditation for foundation, pre-masters and diploma programs
- 미국: ACCET[6]